# Navarone Foor
Navarone Foor (Opheusden, 4 de febrero de 1992) es un futbolista profesional neerlandés que juega como centrocampista en el VVV-Venlo de la Eerste Divisie.

## Carrera

### NEC Nimega
Foor fichó por el NEC Nimega en 2009 procedente del equipo local, Opheusden. El 6 de agosto de 2011, Foor hizo su debut con el NEC Nimega en un empate a 2–2 contra el Heerenveen, en un partido en el que reemplazó en el minuto 79 a Lasse Schöne. El 10 de septiembre de 2011, Foor fue alineado por primera vez de inicio en un partido con el NEC Nimega contra el De Graafschap. El partido resultó en un 1–0 con victoria para el De Graafschap y Foor duró hasta el minuto 71 antes de ser reemplazado por el jugador cedido por el Manchester City, Abdisalam Ibrahim. El 22 de abril de 2012, Foor marcó su primer gol para el NEC Nijmegen, en un 2–1 en el que perdían contra el PSV. El 10 de mayo de 2012, Foor continuó con su increíble estado de forma con un gol contra rivales históricos como el Vitesse, el cual finalmente acabó con 3–2 con victoria para NEC Nimega.
Foor se convirtió en uno de los favoritos de los seguidores del NEC Nimega con sus actuaciones consistentes durante cinco temporadas en el club. Foor jugó una parte grande de la victoria del NEC Nimega en la Eerste Divisie, en la que marcó siete goles en treinta y siete partidos. Foor jugó un total de 154 partidos de liga para NEC Nimega marcando un total de quince
goles.

### Vitesse
El 13 de mayo de 2016, Foor se unió al eterno rival de su anterior equipo, el Vitesse Arnhem, en un acuerdo de cuatro años en una transferencia libre tras finalizar su contrato con el NEC Nimega. El 11 de septiembre de 2016, Foor debutó con el Vitesse en un 1–0 derrotado fuera contra el Ajax. Jugó 64 minutos antes de ser reemplazado por Nathan. El 23 de octubre de 2016, Foor marcó su primer gol para el Vitesse en un empate 1–1 frente a su club anterior, el NEC Nimega, abriendo el marcador en el minuto 38.

### Al-Ittihad Kalba y Pafos
En febrero de 2020 fichó por el Al-Ittihad Kalba S. C. emiratí, y unos meses después por el Pafos F. C. chipriota. En agosto de 2022 se fue a Letonia para jugar en el Riga F. C. antes de regresar a los Países Bajos en enero del año siguiente de la mano del S. C. Cambuur.
En agosto de 2023 volvió a Chipre tras fichar por el Karmiotissa F. C. Allí estuvo hasta inicios de 2024, momento en el que se fue al Bandırmaspor turco.
El 31 de enero de 2025 se unió al VVV-Venlo para lo que quedaba de temporada más otra opcional.

## Selección nacional
Foor ha representado a la selección nacional neerlandesa en categorías sub-19, sub-20 y sub-21. Es seleccionable, y ha expresado su deseo de representar a Indonesia a nivel internacional, por descendencia familiar.

## Estadísticas
| Club             | Temporada        | Liga              | Liga     | Liga  | Copa     | Copa  | Europa   | Europa | Otro     | Otro  | Total    | Total |
| Club             | Temporada        | División          | Partidos | Goles | Partidos | Goles | Partidos | Goles  | Partidos | Goles | Partidos | Goles |
| ---------------- | ---------------- | ----------------- | -------- | ----- | -------- | ----- | -------- | ------ | -------- | ----- | -------- | ----- |
| NEC Nimega       | 2011-12          | Eredivisie        | 30       | 2     | 3        | 0     | —        | —      | —        | —     | 33       | 2     |
| NEC Nimega       | 2012-13          | Eredivisie        | 29       | 0     | 1        | 0     | —        | —      | —        | —     | 30       | 0     |
| NEC Nimega       | 2013-14          | Eredivisie        | 24       | 2     | 4        | 1     | —        | —      | 0        | 0     | 28       | 3     |
| NEC Nimega       | 2014-15          | Eerste Divisie    | 37       | 7     | 2        | 0     | —        | —      | —        | —     | 39       | 7     |
| NEC Nimega       | 2015-16          | Eredivisie        | 34       | 4     | 3        | 1     | —        | —      | —        | —     | 37       | 5     |
| NEC Nimega       | Total            | Total             | 154      | 15    | 13       | 2     | —        | —      | 0        | 0     | 167      | 17    |
| Vitesse          | 2016-17          | Eredivisie        | 29       | 6     | 5        | 0     | —        | —      | —        | —     | 34       | 6     |
| Vitesse          | 2017-18          | Eredivisie        | 30       | 3     | 1        | 0     | 9        | 0      | 1        | 0     | 41       | 3     |
| Vitesse          | 2018-19          | Eredivisie        | 30       | 5     | 4        | 0     | 8        | 0      | —        | —     | 42       | 5     |
| Vitesse          | 2019-20          | Eredivisie        | 17       | 0     | 1        | 0     | —        | —      | —        | —     | 18       | 0     |
| Vitesse          | Total            | Total             | 106      | 14    | 11       | 0     | 17       | 0      | 1        | 0     | 125      | 14    |
| Al-Ittihad Kalba | 2020             | UAE Pro League    | 5        | 0     | —        | —     | —        | —      | —        | —     | 5        | 0     |
| Al-Ittihad Kalba | Total            | Total             | 5        | 0     | 0        | 0     | 0        | 0      | 0        | 0     | 5        | 0     |
| Pafos FC         | 2020-21          | CYTA Championship | 34       | 1     | 1        | 0     | —        | —      | —        | —     | 35       | 1     |
| Pafos FC         | Total            | Total             | 34       | 1     | 1        | 0     | 0        | 0      | 0        | 0     | 35       | 1     |
| Total de carrera | Total de carrera | Total de carrera  | 299      | 30    | 25       | 2     | 17       | 0      | 1        | 0     | 342      | 32    |

1. ↑  Partido(s) en la UEFA Europa League
2. ↑  Partido(s) en la Supercopa Johan Cruyff

## Palmarés

### Títulos nacionales
| Título                   | Club             | País         | Año     |
| ------------------------ | ---------------- | ------------ | ------- |
| Eerste Divisie           | NEC Nimega       | Países Bajos | 2014-15 |
| Copa de los Países Bajos | S. B. V. Vitesse | Países Bajos | 2016-17 |